# Jan Mozrzymas
Jan Kiejstut Mozrzymas (ur. 6 stycznia 1937 w Poniewieżu, zm. 8 stycznia 2006 we Wrocławiu) – polski fizyk teoretyczny, specjalizujący się w geometrycznych i teoriogrupowych metodach w dynamice układów nieliniowych.

## Życiorys

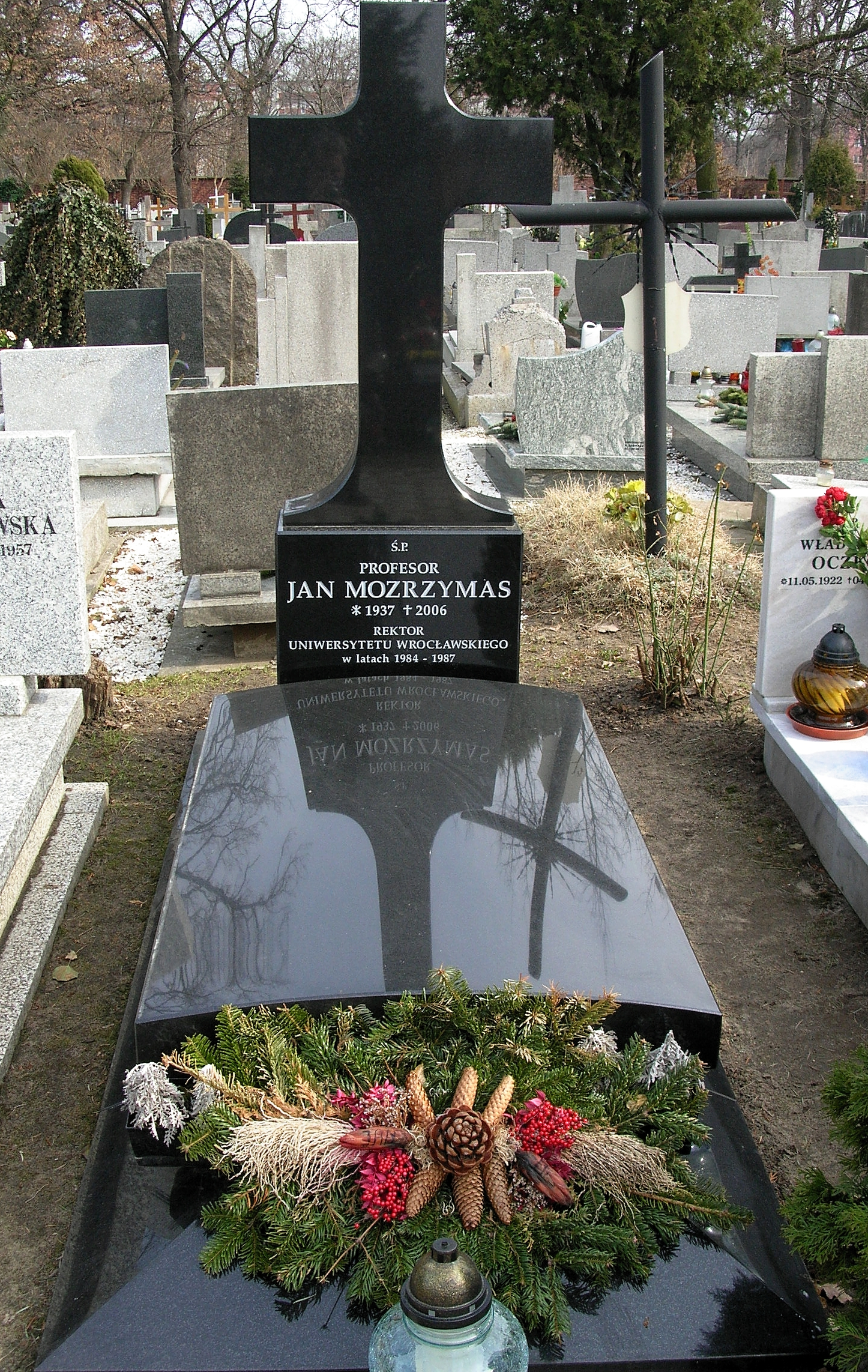
Nagrobek Jana Mozrzymasa na cmentarzu św. Wawrzyńca we Wrocławiu

Był absolwentem i pracownikiem naukowym Uniwersytetu Wrocławskiego na którym uzyskał wszystkie stopnie naukowe łącznie z profesurą zwyczajną w 1976 roku. Był uczniem Jana Rzewuskiego. W latach 1988–1997 był kierownikiem Zakładu Teorii Pola. Wcześniej w latach 1972-1975 był prodziekanem, a następnie dziekanem (1981-1984) Wydziału Matematyczno-Fizyczno-Chemicznego Uniwersytetu Wrocławskiego. 
W latach 1984–1987 pełnił funkcję rektora Uniwersytetu Wrocławskiego. Był inicjatorem i współorganizatorem Studium Generale (od 1992).  W 1998 stanął na czele komisji senackiej Uniwersytetu Wrocławskiego, która wnioskowała reaktywowanie wydziału teologicznego, bezprawnie zniesionego w 1945.  Postulat ten nie uzyskał poparcia Senatu Uniwersytetu Wrocławskiego w głosowaniu 31 marca 1999. 
W swojej pracy badawczej zajmował się teorią symetrii w fizyce oraz problematyką harmonii w przyrodzie.
Odznaczenia: Krzyż Kawalerski Orderu Odrodzenia Polski. Był członkiem Europejskiej Akademii Nauki i Sztuki w Salzburgu (od 1994).
Zmarł w 2006 roku i został pochowany na cmentarzu św. Wawrzyńca we Wrocławiu.

## Wybrane publikacje
- Zastosowanie teorii grup w fizyce, Wrocław 1972.
- Ewolucja idei symetrii, Wrocław 1992.
- Harmonia sfer niebieskich i muzyka abstrakcyjnych symetrii, z Andrzejem Wolańskim, Wrocław 1993.